# Idle Wives
Idle Wives er en amerikansk stumfilm fra 1916 af Lois Weber og Phillips Smalley.

## Medvirkende
- Lois Weber som Anne Wall.
- Phillips Smalley som John Wall.
- Mary MacLaren som Molly.
- Edward Hearn som Richard.
- Seymour Hastings som Billy Shane.